# Navsari
Navsari (gujarati નવસારી) és una ciutat i corporació municipal de Gujarat, capital del districte de Navsari i abans del prant de Navsari. És prop del riu Purna. La ciutat fou poblada inicialment per parsis zoroastrians. Consta al cens del 2001 amb una població de 134.009 habitants. La seva població el 1901 era de 21.451 habitants.

## Història
La ciutat de Navsari fou esmentada per Ptolemeu com Nasaripa. Navsari fou coneguda originalment com a "Navu Sari" (que vol dir Nova Sari, per la ciutat persa de Sari al Manzanderan, des de la qual els pobladors inicials, perses zoroastrians, havien emigrat després de fugir de Pèrsia (conquerida pels musulmans un segle abans) al segle VII i VIII i s'hi van establir finalment el 1142. La ciutat té un temple del Foc. Hi va néixer Jamsetji Tata, fundador del grup de companyies Tata entre les quals el famós vehicle; també hi va néixer el polític Dadabhai Navroji, el primer asiàtic que fou membre del parlament britànic.